# Chronik des Bürgerkriegs in Syrien 2015
Die Chronik des Bürgerkriegs in Syrien 2015 erfasst die Ereignisse des Bürgerkriegs in Syrien im Jahr 2015.

## Januar
Am 25. Januar 2015 wurde der japanische Sicherheitsdienstleister Haruna Yukawa vom IS in Syrien ermordet. Am 26. Januar erklärten kurdische Gruppen den Kampf um Kobanê als beendet. Ende Januar 2015 erschien ein Video, das die Ermordung des japanischen Journalisten Kenji Gotō in Syrien zeigt. Gotō war ursprünglich in das Krisengebiet gefahren, um sich für die Freilassung des später ermordeten Yukawa einzusetzen.

## Februar
Am 3. Februar 2015 wurde ein Video bekannt, in dem zu sehen ist, wie die jordanische Geisel Muʿādh al-Kasāsba bei vollem Bewusstsein durch Verbrennen in einem Eisenkäfig umgebracht wurde, nachdem seine Kleidung mit Benzin übergossen worden war. Der Kampfpilot war im Dezember 2014 nach dem Absturz seines Flugzeugs in IS-Gefangenschaft geraten. Das jordanische Staatsfernsehen berichtete, die Ermordung sei bereits am 3. Januar 2015 geschehen. Die jordanischen Behörden richteten daraufhin am frühen Morgen des 4. Februar 2015 die Terroristin Sadschida al-Rischawi – die ursprünglich gegen Geiseln des IS hätte ausgetauscht werden sollen – durch Hängen hin.

## März
Am 16. März soll die Assad-Regierung erneut Giftgas eingesetzt haben, diesmal im Gouvernement Idlib.
Am 25. März nahmen syrische Rebellen nach viertägigem Kampf gegen die Regierungstruppen die strategisch wichtige Stadt Bosra asch-Scham ein. Den Angriff führte die Freie Syrische Armee, auch soll sich die al-Nusra-Front an dem Angriff beteiligt haben. Die Stadt im Gouvernement Darʿā im Süden Syriens gehört zum UNESCO-Weltkulturerbe.
Am 26. März startete die islamistische Rebellenallianz Dschaisch al-Fatah einen Angriff auf die von Regierungstruppen gehaltene Provinzhauptstadt Idlib. In der Nacht vom 28. auf den 29. März wurde die Stadt durch die Rebellen erobert.

## April
Am 1. April griffen von der Freien Syrischen Armee angeführte Rebellentruppen (inklusive Teile der al-Nusra-Front) den Grenzübergang Nasib im Gouvernement Darʿā im Süden Syriens an. Mit dem Rückzug der syrischen Armee aus der Umgebung am Folgetag verlor die syrische Regierung die Kontrolle über den letzten größeren Grenzübergang zu Jordanien an die Aufständischen.
Am 6. April wurde das Flüchtlingslager Jarmuk in Damaskus, in dem sich bis zu 18.000 Bewohner aufhielten, von Kämpfern des IS angegriffen.
Am 25. April wurde die zuvor von Regierungstruppen gehaltene Stadt Dschisr asch-Schughur im Gouvernement Idlib durch Kämpfer der Rebellenallianz Dschaisch al-Fatah mit Hilfe der Freien Syrischen Armee eingenommen.

## Mai
Am 13. Mai nahmen Einheiten des IS den Ort as-Suchna östlich der antiken Oasenstadt Palmyra (nahe der heutigen Stadt Tadmur) ein und lieferten sich in der Folge auch westlich von Palmyra heftige Gefechte mit Regierungstruppen. Der Leiter der antiken Stätten und staatlichen syrischen Museen, Maamun Abdulkarim, bestätigte Angaben, dass die Angreifer nur noch zwei Kilometer von dem Ausgrabungsgelände entfernt stünden, das „unterdessen auch zu einem Zufluchtsort von Tausenden Flüchtlingen aus as-Suchna geworden (ist). […] In der Region liegen auch wichtige Gasfelder, um die es schon seit Monaten Kämpfe gibt.“
Am 19. Mai wurde der Ort al-Mastuma und der dort gelegene letzte große Militärstützpunkt der syrischen Armee im Gouvernement Idlib durch islamistische Aufständische besetzt. Der Stützpunkt liegt südlich der bereits von Rebellengruppen eingenommenen Provinzhauptstadt Idlib. Der Angriff wurde von der Rebellen-Allianz Dschaisch al-Fatah durchgeführt.
Am 20. Mai besetzten Kämpfer des IS nach Angaben der Syrischen Beobachtungsstelle für Menschenrechte die antike Stadt Palmyra und das heutige Tadmur. Das derzeit vom IS beherrschte Staatsgebiet Syriens, bei dem es sich großteils um Wüstenregionen handelt, beträgt nun mehr als 50 %.
Nachdem sich die syrischen Regierungstruppen vom letzten Grenzübergang zum Irak unter Regierungskontrolle zurückgezogen hatten, besetzen Kämpfer des ISIS am 21. Mai den Grenzort Al-Walid Tanef (Al-Tanf).
Am 28. Mai 2015 wurden die Stadt Ariha und die umliegenden Dörfer laut der Syrischen Beobachtungsstelle für Menschenrechte durch die Rebellen-Allianz Dschaisch al-Fatah innerhalb von nur drei Stunden vollständig von der syrischen Armee erobert.
Am 31. Mai 2015 wurde das Tadmor-Gefängnis in der Stadt Palmyra von Kämpfern des IS gesprengt.

## Juni
Am 4. Juni wurde gemeldet, dass sich Einheiten des IS bis auf wenige hundert Meter der Provinzhauptstadt al-Hasakah genähert und in den vergangenen fünf Tagen mehrere Sprengstoffanschläge in der Nähe von Stützpunkten der syrischen Armee rund um die Stadt verübt hätten.
Am 9. Juni eroberten syrische Rebellen nach Angaben der Syrischen Beobachtungsstelle für Menschenrechte (SOHR) den im Gouvernement Darʿā gelegenen Militärstützpunkt „Liwa 52“ (Brigade 52). Damit verlor die syrische Armee eine der größten Militärbasen dieses Gouvernements nahe der Grenze zu Jordanien.
Am 14. Juni nahmen kurdische Kämpfer der Volksverteidigungseinheiten (YPG) den zuvor von Einheiten des Islamischen Staates besetzten Ort Suluk (Salouk) im nordsyrischen Gouvernement ar-Raqqa im Distrikt Tall Abyad ein. Damit rückten Einheiten der YPG auf rund 5 km an die durch den IS gehaltene Stadt Tall Abyad (Tal Abiad, Tel Abjad) und den gleichnamigen Grenzübergang zur Türkei heran. Am 16. Juni 2015 bestätigte die SOHR, dass die Stadt in kurdischer Hand sei.
Mitte Juni 2015 ermorden IS-Kämpfer mehrere syrische Gefangene in Palmyra. Den ausländischen IS-Kämpfern Mohamed Mahmoud (Österreich), Yamin Z. und Harry S. (Deutschland) wird eine Beteiligung vorgeworfen.
Bei einem Drohnenangriff der US-Streitkräfte am 16. Juni auf einen Stützpunkt der Miliz Islamischer Staat in Ash-Shaddadeh bei al-Hasaka wurde ein Führungsmitglied, der Tunesier Tariq bin al-Tahar bin al-Falih al-'Awni al-Harzi, getötet. Veröffentlicht wurde die Information durch das US-Verteidigungsministerium erst am 3. Juli 2015.
Am 25. Juni 2015 griff der IS erneut Ain al-Arab (Kobanê) an. Zeitgleich wurden auch das Dorf Barcha Batan 35 km weiter südlich und die Stadt al-Hasaka in Nord-Ost-Syrien angegriffen. Im Laufe des Tages wehrten die kurdischen Einheiten den Angriff auf Ain al-Arab ab. Drei Tage später waren alle Angreifer außer Gefecht gesetzt.

## Juli
Bei einem Bombenanschlag am 3. Juli auf die Salem-Moschee in Ariha wurden mindestens 25 Mitglieder der al-Nusra-Front während des Fastenbrechens getötet. Anhänger der al-Nusra-Front machten die Miliz Islamischer Staat (IS) dafür verantwortlich.
Am 4. Juli begannen die Regierungsstreitkräfte Assads und die schiitische Hisbollah-Miliz eine Offensive gegen die Rebellen in Al-Zabadani an der libanesischen Grenze.

## August
Bei zehntägigen Luftangriffen der syrischen Luftwaffe wurden ab dem 16. August in von Rebellen kontrollierten östlichen Vororten von Damaskus in der Region Ost-Ghuta nach Angaben der Syrischen Beobachtungsstelle für Menschenrechte 247 Menschen – darunter 50 Kinder – getötet und mehr als 1000 Menschen verletzt.
Der IS enthauptete am 18. August den 82-jährigen Khaled Asaad, den Ausgrabungsleiter der Antikenstätten von Palmyra.
Der Tempel des Baal-Schamin wurde am 22. August von Anhängern der IS gesprengt.
Am 30. August wurde der Baaltempel von Palmyra vom IS gesprengt, nur die Außenmauer blieb erhalten.

## September
Bei einem Autobombenanschlag in Latakia kamen am 2. September nach Angaben des syrischen Staatsfernsehens zehn Menschen ums Leben und dutzende wurden verletzt.
Heftige Gefechte zwischen Kämpfern von Rebellengruppen und Dschihadisten des Islamischen Staates am 4. und 5. September um die strategisch wichtige Ortschaft Marea im Norden des Gouvernements Aleppo forderten nach Angaben der Syrischen Beobachtungsstelle für Menschenrechte mindestens 47 Todesopfer.
Über das Wochenende 5./6. September hinaus lieferten sich Regierungstruppen und Dschihadisten des Islamischen Staates nach unterschiedlichen Quellen Kämpfe um das Jazal-Ölfeld im Gouvernement Homs. Jazal war als letztes Ölfeld Syriens noch unter der Kontrolle von Regierungseinheiten verblieben.
Am 9. September eroberten Kämpfer des islamistischen Rebellenbündnisses Dschaisch al-Fatah die Luftwaffenbasis Abu al-Duhur und damit den letzten Stützpunkt der Regierungstruppen im Gouvernement Idlib. Nach Angaben der SOHR wurden dabei 56 Regierungssoldaten getötet und 40 gefangen genommen.
Die Anlandung von umfangreichem schweren russischen Kriegsgerät in den Häfen von Tartus und Latakia löste ab der zweiten Septemberwoche Spekulationen über ein verstärktes Eingreifen Russlands zugunsten der Regierungstruppen Präsident Assads in den Konflikt in Syrien aus.
Bei einem erneuten Angriff von Dschihadisten des IS auf die seit langem eingeschlossene Luftwaffenbasis der Regierungstruppen bei Deir ez-Zor wurden ab dem 10. September nach Erkenntnissen der SOHR mindestens 40 Kämpfer beider Seiten getötet.
Am 14. September kamen bei zwei Autobombenanschlägen im von Kurden bzw. von Regierungstruppen kontrollierten Teil von al-Hasaka nach Angaben der staatlichen Nachrichtenagentur SANA 26 Menschen ums Leben.
In der Folge von Kämpfen zwischen islamistischen Rebellen und Regierungstruppen ab dem 16. September wurden nach Erkenntnissen der SOHR im westlichen Teil von Aleppo durch Mörserbeschuss von Rebellen mindestens 38 Menschen – darunter 13 Kinder – und im Ostteil durch Luftangriffe der syrischen Armee mit Fassbomben mindestens 53 Menschen getötet.
Am 18. September wurden bei einem Angriff von Regierungstruppen auf die Stadt Bosra al-Sham nach Angaben von Menschenrechtsaktivisten 20 Zivilisten getötet und 15 verwundet.
Am 20. September trat um 12 Uhr Ortszeit erneut eine gekoppelte lokale Vereinbarung über eine Feuerpause für die von Regierungstruppen und Einheiten der libanesischen Hisbollah seit zweieinhalb Monaten eingeschlossenen und heftig umkämpften Ortschaften Zabadani und Madaya im Grenzgebiet zum Libanon einerseits und die von den Rebellen des Bündnis Dschaisch al-Fatah belagerten alawitischen Enklaven al-Foua und Kefraya im Gouvernement Idlib andererseits in Kraft.
Am 23. September meldeten Aktivisten, dass in den Tagen zuvor bei zahlreichen Angriffen der syrischen Luftwaffe auf die vom IS kontrollierten Städte Ar-Raqqa und Tadmor mehr als 100 Menschen, darunter wenigstens 33 Zivilisten, getötet und Dutzende weitere verletzt worden seien. Bei den Angriffen sei auch die Zitadelle Qalʿat Ibn Maʿn aus dem 13. Jahrhundert durch den Abwurf von Fassbomben beschädigt worden.
Am 26. September kamen beim Einschlag einer von der syrischen Armee abgefeuerten Rakete in al-Waer – dem letzten von Rebellen kontrollierten Quartier im Stadtgebiet von Homs – nach Angaben von Aktivisten mindestens 17 Menschen – zumeist Zivilisten – ums Leben.
Am 27. September erklärte der französische Staatspräsident Hollande am Rande der Generalversammlung der Vereinten Nationen, dass erstmals sechs Flugzeuge der französischen Luftwaffe einen Angriff gegen ein Ausbildungslager von Kämpfern des IS in Syrien geflogen haben. Am gleichen Tag nahm israelische Artillerie nach Angaben der israelischen Armee als Antwort auf den Einschlag „verirrter“ Raketen auf von Israel kontrolliertem Territorium zwei Posten der syrischen Regierungstruppen auf den Golanhöhen unter Beschuss.
Am 28. September wurden nach Informationen der SOHR bei einem Angriff der syrischen Luftwaffe auf die vom IS kontrollierte Ortschaft al-Mayadin im Gouvernement Deir ez-Zor mindestens 15 Zivilisten, darunter 3 Frauen und 7 Kinder, getötet und 50 weitere verletzt.
Nachdem der Föderationsrat am 30. September einen Militäreinsatz genehmigt hatte, begannen russische Kampfflugzeuge wenige Stunden später in einer ersten Welle Ziele in Syrien anzugreifen. Nach russischen Angaben seien Stellungen des IS angegriffen worden, nach anderen Angaben sollen von dem Angriff Stellungen einer angeblich von den USA unterstützten gemäßigten Gruppe mit dem Namen „Tajamu Alezzah“ bei Homs getroffen worden sein. Von anderen Quellen wurde die betroffene Gruppe jedoch als „Tajammu al-Izzah“ beschrieben, die zur Freien Syrischen Armee gehört. Senator McCain zufolge wurden „von der CIA unterstützte Rebellen“ angegriffen. Nach Angaben von lokalen Aktivisten und örtlichen Vertretern wurden vor allem Ziele in von verschiedenen Rebellengruppen kontrollierten Gebieten im Gouvernement Homs bombardiert, darunter die Ortschaften Rastan und Talbisa. Dabei seien mindestens 33 Zivilisten getötet worden.
Am 30. September führten die Vereinigten Staaten ihre eigenen Luftangriffe in Syrien in der Nähe von Aleppo durch, ohne die Russen vorher zu warnen, dies bestätigte ein amerikanischer Beamter danach.
Chaled Chodscha, der derzeitige Präsident der Nationalkoalition für Oppositions- und Revolutionskräfte, teilte über Twitter mit, die Russen hätten bei ihren Luftschlägen nördlich von Homs 36 Zivilisten getötet. Über die Ziele der ersten Welle herrscht keine letzte Sicherheit.
Ebenfalls am 30. September teilte die Staatsanwaltschaft in Paris mit, dass sie auf der Grundlage eines Dossiers mit 50.000 Fotos von mindestens 11.000 Todesopfern in syrischen Staatsgefängnissen, gegen den syrischen Präsidenten Baschar al-Assad ein Verfahren wegen Verbrechen gegen die Menschlichkeit eingeleitet habe.

## Oktober

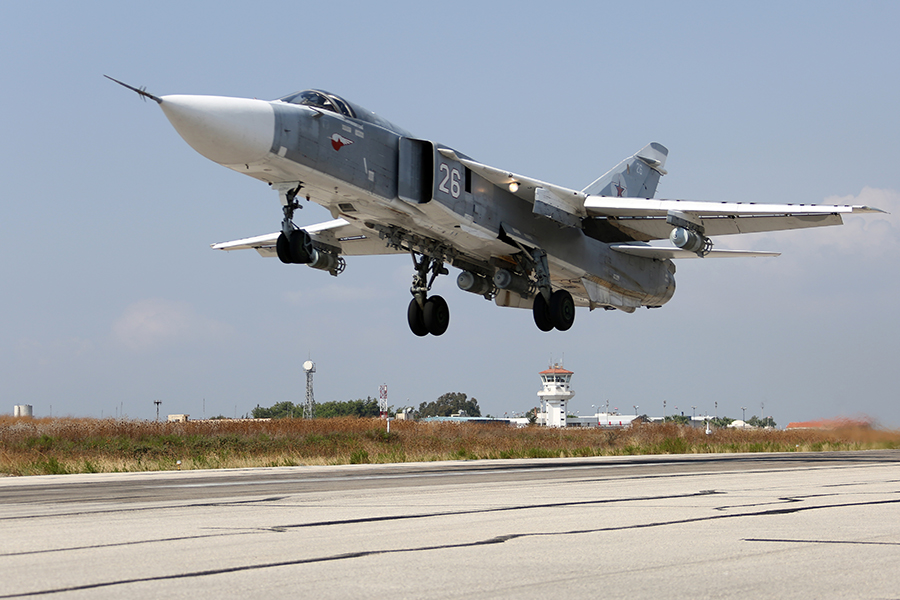
Ein russischer Su-24-Bomber am 3. Oktober 2015 über der Rollbahn des Luftwaffenstützpunktes Latakia

In der Nacht zum 1. Oktober führten russische Streitkräfte eine zweite Welle von Luftangriffen aus. Aktivisten der Assad-Opposition behaupteten, die Luftangriffe seien über Positionen „gemäßigter Rebellen“ und nicht des IS erfolgt. Laut dem in Libanon basierten Fernsehnachrichtensender Al Mayadeen bombardierten die russischen Kampfflugzeuge am 1. Oktober Stellungen der Aufständischen, einschließlich der ländlichen Gebiete in der Nähe der nordwestlichen Stadt Dschisr asch-Schughur, bei denen rund 30 Ziele der islamistischen Miliz Dschaisch al-Fatah angegriffen worden sein sollen. Die Angriffe nah Dschisr asch-Schughur seien mit dem syrischen Militär abgesprochen gewesen und hätten auf mehrere bekannte terroristische Gruppierungen abgezielt, gab ein Sprecher des Kreml bekannt.
Russische Stellen gaben an, das Ziel der letzten Angriffe seien der IS und zwei nicht näher beschriebene, weitere Gruppen gewesen. Nach Angaben des Moskauer Verteidigungsministeriums wurde in der Nacht zum 1. Oktober eine Kommandostelle des IS und zwei Munitionslager getroffen. Nach Angaben von Aktivisten wurde beim Bombardement der Kleinstadt Kafranbel auch die Welterbestätte der UNESCO Tote Städte aus byzantinischer Zeit beschädigt.
Die Vorwürfe, Russland greife nicht den IS an, sondern andere Gruppen, bestätigte Außenminister Lawrow teilweise. Man greife nur Terroristen an, die vom UN-Sicherheitsrat oder vom russischen Gesetz als solche eingestuft seien. Nach einer Definition gefragt, sagte er: „Wenn es wie ein Terrorist aussieht, wie einer handelt, wie einer geht und wie einer kämpft, ist es ein Terrorist – richtig?“ ()
Am 2. Oktober flogen russische Kampfflugzeuge nach Angaben des russischen Verteidigungsministeriums zehn Einsätze, bei denen sie nach übereinstimmenden Berichten auch Ziele des IS trafen, darunter ein Trainingslager und ein Kommandozentrum in ar-Raqqa. Auch das vom IS gehaltene Qaryatayn südlich von Homs wurde nach Angaben von Beobachtern getroffen. Weitere Ziele wurden in Gebieten getroffen, die nicht vom IS gehalten werden. Die Russische Marine stellte nach Angaben einer russischen Nachrichtenagentur den Lenkwaffenkreuzer Moskwa ab, um das russische Kontingent in Syrien von See her zu sichern.
Am 3. Oktober flogen die russischen Luftstreitkräfte nach eigenen Angaben 20 Einsätze, bei denen zehn Ziele des IS in den Gouvernements ar-Raqqa und Idlib angegriffen worden seien. Die Türkei beschwerte sich bei Russland, weil Russland den Luftraum der Türkei verletzt habe. Das russische Verteidigungsministerium gab in dem Zusammenhang bekannt, dass ein Su-30-Jagdbomber aufgrund ungünstiger Witterungsverhältnisse über Latakia beim Landeanflug für wenige Sekunden in den Luftraum der Türkei eingedrungen sei.
Am 5. Oktober sprengten IS-Terroristen den Triumphbogen in Palmyra. Die russischen Luftstreitkräfte flogen nach eigenen Angaben 15 Einsätze gegen 10 Ziele des IS, wobei rund 20 Panzer der Gruppe zerstört wurden.
Am 7. Oktober koordinierten syrische Regierungstruppen und die russische Luftwaffe nach Angaben von Beobachtern den Beschuss auf Rebellenstellungen nördlich von Hama. Bodentruppen, die loyal zu Präsident Assad stehen, sollen demnach zum Angriff angetreten sein. Die Region wird von verschiedenen Gruppen kontrolliert, von denen die al-Nusra-Front die stärkste Fraktion bildet. Am selben Tag griff die Kaspische Flottille mit 26 Marschflugkörpern vom Typ Kalibr Ziele in Syrien an.
Am 8. Oktober gaben die Iranischen Revolutionsgarden an, dass einer ihrer Generäle, Hussein Hamedani, bei Aleppo getötet wurde. Die Russische Luftwaffe intensivierte am 8. und 9. Oktober nach eigenen Angaben ihre Luftangriffe und griff 60 Ziele an. Kräfte des IS rückten nahe Aleppo vor und vertrieben nach Angaben von Beobachtern andere Rebellengruppen aus mehreren Dörfern. Die IS-Kämpfer bedrohen damit die Verbindung der Rebellengruppen in Aleppo zur türkischen Grenze.
In der Nacht vom 11. auf den 12. Oktober wurden bei Raʾs al-ʿAin durch Flugzeuge der US-Streitkräfte fünfzig Tonnen Militärausrüstung (Handfeuerwaffen und -granaten sowie Munition) abgeworfen. Zuvor hatten sich die kurdische YPG mit befreundeten syrisch-arabischen sowie assyrischen Einheiten zur neuen Allianz Demokratische Kräfte Syriens zusammengeschlossen. Die Türkei bestellte daraufhin die Botschafter Russlands und der USA ein und warnte vor einer Unterstützung syrischer Kurden im Kampf gegen die Miliz IS. Der türkische Ministerpräsident Ahmet Davutoğlu sagte in dem Gespräch mit dem US-Botschafter in Ankara, John Bass: „Die Türkei kann keinerlei Kooperation mit Terrororganisationen akzeptieren, die der Türkei den Krieg erklärt haben.“
Mitte Oktober beendete die Bundeswehr nach fast drei Jahren den Einsatz der Patriot-Raketen in der Türkei. Die Raketen waren nahe der syrischen Grenze stationiert, um das NATO-Mitglied Türkei vor möglichen Angriffen aus Syrien zu schützen, kamen aber nie zum Einsatz. Bundesverteidigungsministerin Ursula von der Leyen begründete den Rückzug damit, dass die Hauptgefahr in der Krisenregion nicht mehr von der syrischen Armee ausgehe, sondern von den IS-Extremisten. Auch die USA schalteten ihre Patriot-Raketen ab – nur spanische Abwehrsysteme waren noch im Einsatz.
Am 19. Oktober sollen bei Luftangriffen durch russische Kampfflugzeuge im Gouvernement Latakia nach Angaben der Syrischen Beobachtungsstelle für Menschenrechte in Coventry 45 Menschen getötet worden sein, darunter ein Rebellenkommandeur und die Angehörigen von Kämpfern der Aufständischen. Nach russischen Angaben wurden Terroristenstützpunkte, Fahrzeugkonvois und Raketenwerkstätten angegriffen.
Am 20. Oktober erklärte Vanessa Huguinin, Sprecherin des UN-Nothilfekoordinators, dass sich 35.000 Menschen infolge der Offensive syrischer Regierungstruppen und russischer Luftangriffe auf südwestliche Vororte von Aleppo auf der Flucht befänden und dringend auf Hilfe angewiesen seien. Die Syrische Beobachtungsstelle für Menschenrechte bezifferte die Zahl der Todesopfer seit Beginn der russischen Militärintervention auf 370, darunter mindestens 120 Zivilisten. Sprecher der Verteidigungsministerien in Washington und Moskau gaben bekannt, dass Vertreter beider Länder eine Reihe von Sicherheitsprotokollen unterzeichnet hätten, um Zwischenfälle zwischen Flugzeugen beider Länder im Luftraum über Syrien zu vermeiden. Ebenfalls am 20. Oktober, einen Tag nach seinem Wahlsieg gab der neue Premier Kanadas, Justin Trudeau, bekannt, dass sein Land den Kampfeinsatz in der US-geführte Allianz, wie im Wahlkampf versprochen, beende und sich künftig nicht mehr an den Luftangriffen in Syrien und im Irak beteilige.
Am 21. Oktober wurden bei Angriffen von Kampfflugzeugen auf ein Feldlazarett der englisch Syrian American Medical Society (SAMS) in Sarmin im Gouvernement Idlib nach Angaben des Direktors Mohamed Tennari mindestens 12 Menschen getötet, darunter 3 Krankenhausmitarbeiter, und 20 weitere verwundet. Physicians-for-Human-Rights-Mitarbeiterin Widney Brown verwies in diesem Zusammenhang auf 3 weitere Luftangriffe auf Krankenhäuser Anfang Oktober, für die ebenfalls russischer Flugzeuge verantwortlich gemacht wurden und kritisierte das Vorgehen als „unentschuldbar“. Das russische Außenministerium wies die Anschuldigungen zunächst als „Desinformation“ zurück. Am 2. November 2015 präsentierte der Sprecher des russischen Verteidigungsministeriums Vorher-Nachher-Satellitenaufnahmen des Krankenhauses in Sarmin, auf denen keine Schäden zu erkennen waren. Ferner behauptete der Sprecher, dass die anderen von SAMS angeführten Krankenhäuser in al-Eis, al-Hadher, Khan Tuman, al-Zirba und Latamna gar nicht existieren würden, weswegen im Nachrichtenportal sputniknews von einer „westliche[n] Propagandalüge“ gesprochen wurde. Im Gegensatz dazu kam Amnesty International bei seinen Auswertungen von Fotos und Videoaufnahmen zum Schluss, dass die russischen Satellitenfotos, welche das unversehrte Krankenhaus in Sarmin zeigten, aus der Zeit vor den Angriffen stammen müssten. Zu demselben Schluss kam auch das Recherchenetzwerk Bellingcat, das ebenfalls die Datierung der russischen Satellitenfotos als falsch bezeichnete. Die Zerstörungen des Krankenhausgebäudes seien, so Bellingcat, keine Folge direkter Bombardierung, womit es die diesbezüglichen russischen Behauptungen als zutreffend anerkannte.
Am 27. Oktober wurde bekannt, dass türkische Truppen in der letzten Woche mit Artillerie mehrfach kurdische Ziele in Syrien bei Tall Abyad beschossen haben. Der türkische Präsident verkündete, ein Vorrücken der YPG sei Grund für die Angriffe gewesen, ein kurdischer Vertreter gab dagegen bekannt, der Angriff hätte zeitgleich mit einem Angriff von Bodentruppen der Terrororganisation IS stattgefunden und folgerte, die Türkei wolle eine Landverbindung zwischen den von Kurden besetzten Gebieten entlang der Grenze unterbrechen.
Bei dem Syrien-Gipfel, den bislang umfassendsten Verhandlungen zum Syrien-Konflikt, in Wien am 30. Oktober wurde ein Überraschungserfolg erzielt: 19 Spitzendiplomaten einigten sich unter Führung Russlands und der USA auf Prinzipien für einen Friedensprozess, den der UN-Beauftragte Staffan de Mistura vorantreiben soll. Die UN-Vetomächte USA, Russland, China, Frankreich und Großbritannien sowie wichtige Akteure wie Saudi-Arabien und die Türkei unterzeichneten eine gemeinsame Erklärung. Darin wurde auf Drängen Irans und Russlands ausdrücklich festgehalten, dass das syrische Volk selbst über die Zukunft des Landes entscheiden soll. Damit rückte der Westen von der früheren Forderung ab, dass der syrische Präsident Baschar al-Assad sofort aus dem Amt gedrängt werden muss. Die Gesprächspartner in Wien kamen überein, die Militärkampagne in Syrien auszubauen. US-Außenminister Kerry kündigte die Entsendung eines kleinen Truppenkontingentes in die nördlichen Regionen Syriens an. Zeitgleich zu den Wiener Verhandlungen kündigte auch US-Präsident Barack Obama entgegen seiner bisherigen politischen Linie an, erstmals US-Bodentruppen zur Unterstützung von sogenannten „moderaten Rebellen“ nach Nordsyrien zu entsenden. Darüber hinaus befahl er die Verlegung einer nicht genannten Zahl von Kampfflugzeugen des Typs A-10 und F-15 in die türkische NATO-Luftwaffenbasis nach İncirlik. In Abstimmung mit dem Irak soll zudem ein Einsatzkommando gebildet werden, um Angriffe auf Anführer des IS und ihr Netzwerk zu koordinieren.

## November
Im Damaszener Vorort Ghouta wurden Anfang November Kriegsgefangene und Angehörige aus der Religionsgruppe der Alawiten in Käfige gesperrt und durch die Stadt gefahren, offenbar um sie als menschliche Schutzschilde gegen potentielle Luftangriffe der Regierungstruppen oder Russlands zu benutzen. Beobachter schrieben die Aktion der Rebellengruppe Armee des Islam zu, die die stärkste Fraktion in der Gegend bildet.
Am 5. November nahmen islamistische Rebellen die Stadt Morek, die nördlich von Hama an der Verbindungsstraße nach Aleppo liegt, ein.
Am 10. November durchbrachen syrische Regierungstruppen die seit dem Frühjahr 2014 andauernde Belagerung des Militärflughafens Kweires (auch Koyeress). Der Flughafen im Gouvernement Aleppo war seit dem Frühjahr 2014 von Milizen des IS eingeschlossen.
Am 12. November eroberten Einheiten der syrischen Armee die südlich von Aleppo gelegene Stadt al-Hader, die bisher von Rebelleneinheiten kontrolliert wurde. Die Stadt befindet sich unweit der Verbindungsstraße von Damaskus nach Aleppo.
Ab dem 12. November verstärkte die US-Luftwaffe ihre Angriffe auf Ölfelder, die sich in der Hand des IS befanden. Die acht Zielgebiete lagen im Umfeld der Stadt Deir ez-Zor. Die Operation erhielt den Namen Tidal Wave II, dieser bezieht sich auf eine vergleichbare Aktion während des Zweiten Weltkrieges, bei der im Jahre 1943 Ölförderanlagen im Gebiet der rumänischen Stadt Ploiești angegriffen wurden.
Laut eigener Meldung eroberte die Demokratischen Kräfte Syriens zwischen dem 30. Oktober und dem 13. November im Osten des Gouvernements al-Hasaka über 1300 km² von der IS zurück. Der Schwerpunkt lag auf der Befreiung der Städte al-Haul und al-Chatuniya, wodurch wichtige Nachschubwege der IS gekappt wurden.
Am 17. November griffen russische Kampfflugzeuge Tankwagen des IS an, amerikanische Flugzeuge flogen ähnliche Einsätze. Erklärtes Ziel beider Nationen war es, den IS von Einnahmen durch Ölverkäufe abzuschneiden. Russland verkündete, rund 500 die USA, 116 solcher Fahrzeuge zerstört zu haben.
Am 24. November 2015 erfolgte durch türkische Kampfflugzeuge der Abschuss eines Bombers der russischen Luftwaffe über der syrischen Provinz Latakia. Türkische Stellen gaben an, das Flugzeug habe zuvor den türkischen Luftraum verletzt und habe trotz mehrfacher Warnung den Kurs beibehalten.

## Dezember
Am 2. Dezember flogen britische Jagdbomber erstmals Einsätze gegen Ziele der IS in Syrien. Der Angriff erfolgte wenige Stunden nachdem sich das britische Parlament, nach einer zehnstündigen Debatte für die Aufnahme solcher Missionen entschieden hat. Vier Jagdbomber vom Typ Tornado griffen das al-Omar-Ölfeld, im Osten von Syrien an. Zuvor waren die Flugzeuge auf der Luftwaffenbasis Akrotiri in Zypern gestartet.
Am 6. Dezember griff die US-geführte Koalition ein Munitionslager der syrischen Streitkräfte mit vier Kampfflugzeugen und neun Raketen an. Bei diesem Angriff sollen drei Menschen getötet und mindestens 13 verletzt sowie zwei Panzer beschädigt worden sein.
Am 8. Dezember 2015 griff das im Mittelmeer operierende Projekt 636-U-Boot „Rostow-na-Donu“ IS-Ziele in Syrien mit mehreren Kalibr-Marschflugkörpern an.
Oppositionskämpfer gaben am 9. Dezember den eingeschlossenen Stadtteil Waer der Metropole Homs auf und einigten sich mit den Regierungstruppen von Präsident Assad auf einen Waffenstillstand. Im Gegenzug wurde freier Abzug für die Kämpfer radikaler Gruppen wie der Al-Nusra-Front zugesagt, die den Kampf nicht einstellen wollten, und humanitäre Hilfen für die verbliebenen Bewohner zugesichert. Etwa 700 Personen, einschließlich rund 300 Kämpfern, verließen unter dem Schutz der Vereinbarung Waer.
Am 13. Dezember beschossen Kämpfer, die den Aufständischen zugerechnet wurden, die Hauptstadt Damaskus mit rund 40 Mörsergranaten aus einem Vorort heraus. Staatliche Medien berichteten von drei Toten und 33 Verwundeten. Ein späterer Angriff von Regierungstruppen mit Kampfflugzeugen und Boden-Boden-Raketen auf den Vorort tötete nach Angaben von verschiedenen Aktivistengruppen zwischen 35 und 60 Personen.
Am 20. Dezember 2015 gaben syrische Staatsmedien und Hisbollahmedien bekannt, dass der libanesische Hisbollahkommandeur und PLF-Aktivist Samir Kuntar am 19. Dezember in Dscharamana getötet wurde. Hisbollahmedien und andere regimenahe Quellen beschuldigten Israel, einen Luftangriff auf das Gebäude geflogen zu haben, in dem sich Kuntar aufhielt. Zwei israelische Kampfflugzeuge hätten demnach vier Langstreckenraketen gestartet, die das Gebäude zerstörten. Israel machte keine Angaben zum Angriff, Ministerin Schaked äußerte in einem Radiointerview jedoch Genugtuung über den Tod Kuntars.
Ebenfalls am 20. Dezember gaben Regierungstruppen bekannt, sie hätten das Dorf Khan Touman, südwestlich von Aleppo, erobert, das an einem Nachschubweg der Aufständischen liegt, der Straße Aleppo-Damaskus. Anwohner in Idlib berichteten von einem Luftangriff auf das Stadtzentrum mit dutzenden von Opfern, für den sie Russland verantwortlich machten.
Der Führer der von Saudi-Arabien unterstützten radikal-salafistischen Rebellenorganisation Armee des Islam (Syrien), Sahran Allusch (Zahran Alloush), ist nahe dem Ort Otaya südlich von Duma durch einen russischen Luftangriff am 25. Dezember 2015 getötet worden. Er war auch Militärchef der Islamischen Front und kam 2011 in einer Amnestie der syrischen Regierung aus dem Gefängnis Sednaya bei Damaskus frei.
Einem Abkommen während des Bürgerkriegs zwischen der syrischen Regierung unter Baschar al-Assad und der Terrororganisation Islamischer Staat (IS) unter Vermittlung der Vereinten Nationen zufolge sollen nach Angaben des libanesischen Senders Al Mayadeen vom 25. Dezember 2015 insgesamt mehr als 3500 Bewaffnete und Zivilisten aus den südlichen Gebiet um Damaskus abziehen. Darunter seien auch Kämpfer der Al-Nusra-Front.
Am 26. Dezember eroberten Einheiten der Demokratischen Kräfte Syriens (SDF) die Tischrin-Talsperre, die durch IS-Truppen besetzt war.
Rund 430 Kämpfer und Familienangehörige in Syrien mit unterschiedlicher politischer und religiöser Ausrichtung werden unter Vermittlung der Vereinten Nationen über eine Luftbrücke ausgeflogen. Rund 330 schiitische Kämpfer und über 100 ihrer Angehörigen aus Idlib empfing die Hisbollah auf dem Flughafen Beirut. Auf dem türkischen Flughafen Antakya Hatay landete unterdessen ein Airbus 321 mit 126 sunnitischen Kämpfern aus Sabadani und transportierte diese dann weiter nach Beirut.
Bei zwei Anschlägen im Stadtteil Sahra in Homs durch eine Autobombe und einen Selbstmordattentäter der Terrororganisation Islamischer Staat (IS) werden am 28. Dezember 2015 mindestens 37 Menschen getötet und rund 90 verletzt.